# Calypso (appareil photo)
Pour les articles homonymes, voir Calypso (homonymie).
Le Calypso est le premier appareil photographique spécialement conçu pour la photographie sous-marine sans ajout d'un caisson étanche. Conçu au début des années 1960 en France, il sera fabriqué jusque vers 1968. Il sera remplacé par l'appareil rebaptisé Nikonos fabriqué par le constructeur japonais Nikon qui a acheté la licence et fabrique de 1963 à 1980 des appareils reprenant la forme du Calypso initial, les Nikonos suivants seront plus traditionnels avec des dos à charnière.

## Histoire
L'appareil photo argentique étanche Calypso 35 mm a été conçu par l'ingénieur belge Jean de Wouters d'Oplinter,, qui dépose le brevet en 1949 pour un appareil photo subaquatique autonome (sans caisson étanche); il sera fabriqué par la société Atoms à Nice en France. Jacques-Yves Cousteau se montre intéressé par ce type d'appareil de concept baroudeur. L'appareil prend le nom de « Calypso » en référence au navire océanographique éponyme de ce dernier. Il a été distribué par La Spirotechnique à Paris à partir de 1960. L'appareil peut descendre jusqu'à 60 m de profondeur. Le Calypso est parfois appelé « Calypso-Phot » mais ce nom ne figure que sur le protège-objectif. Nikon a repris la production sous licence à partir de 1963 sous le nom de Nikonos. Les premiers Nikonos étaient très proches du Calypso mais les modèles suivants se sont écartés du dessin original.

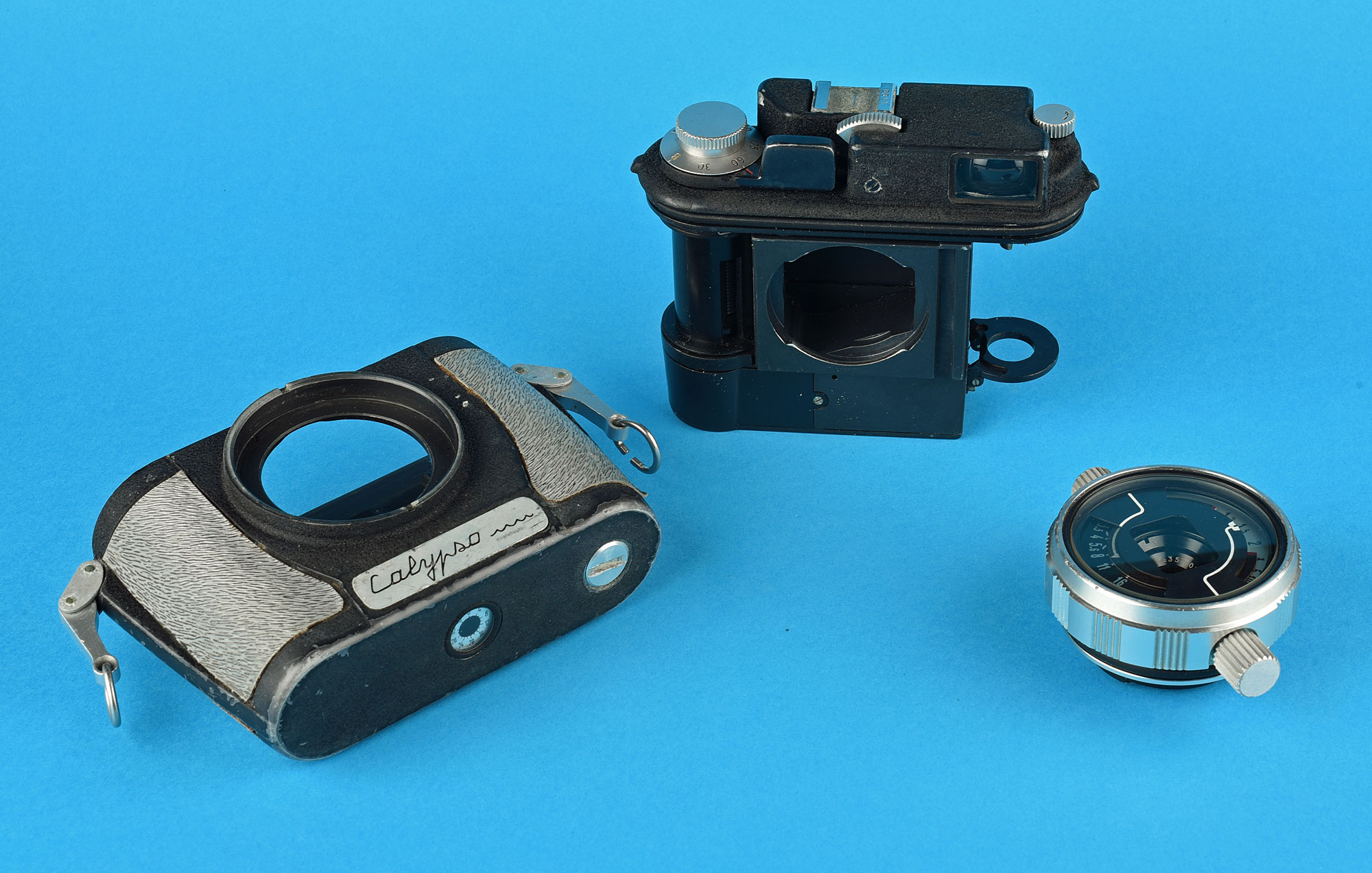
Calypso ouvert. de gauche à droite. le corps, le capot avec les mécanismes et l'objectif.

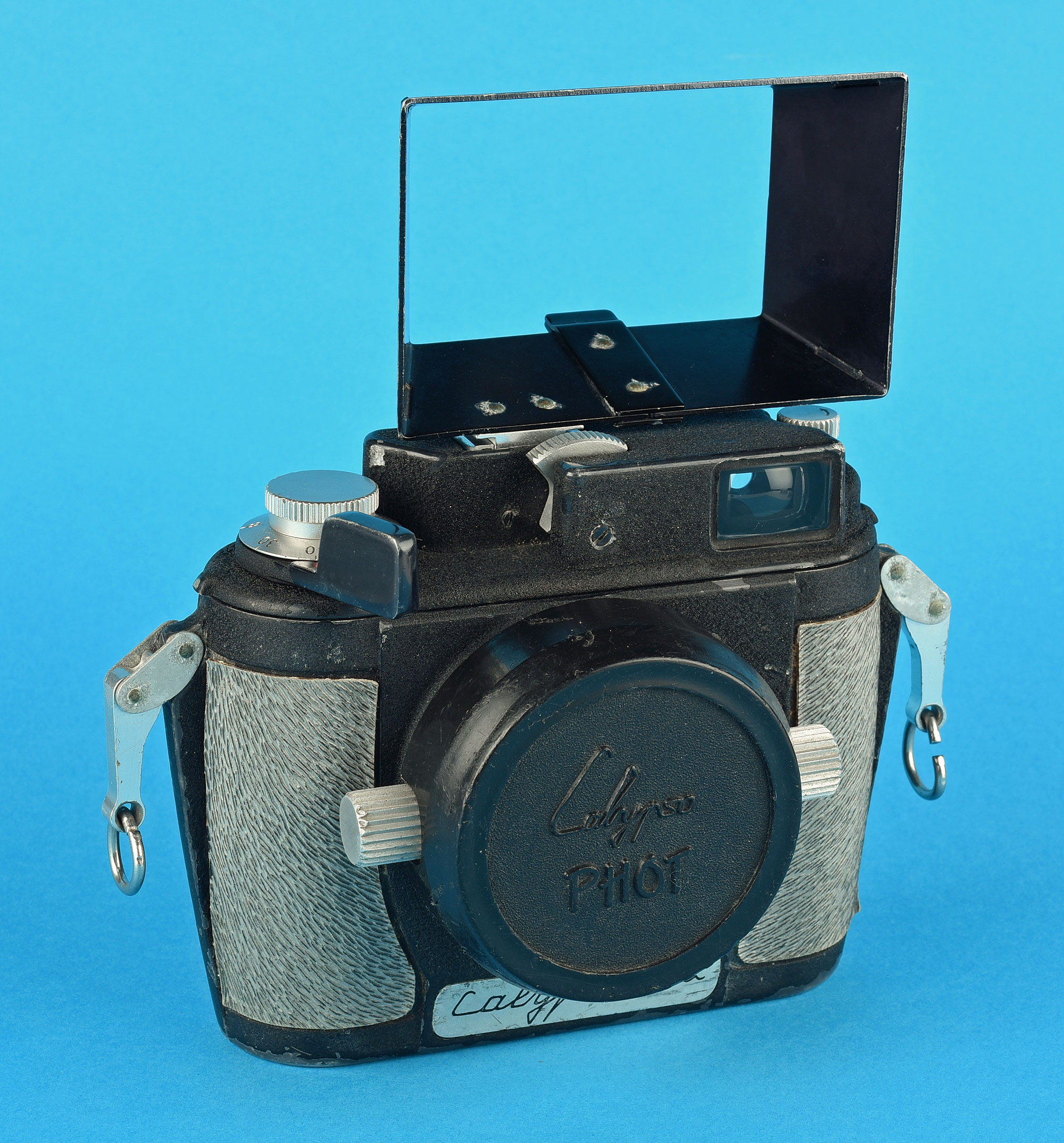
Calypso avec le viseur sous marin pour le 35 mm et le protège objectif marqué Calypso Phot.

## Description
Le Calypso fonctionne indifféremment sous l'eau et à l'air libre. 

### Étanchéité
L'appareil est constitué de deux parties en alliage moulé anodisé noir. La partie basse qui forme la coque extérieure est recouverte de peau de phoque (les Nikonos auront un décor en relief dans la masse de l'aluminium). La partie haute forme couvercle et porte tous les mécanismes. Elle vient s'emboiter dans la partie basse. Un joint torique lubrifié avec une graisse spéciale assure l'étanchéité. L'objectif interchangeable également muni de joints est ensuite monté sur l'appareil photo. Le viseur optique intégré donne le cadrage pour l'objectif standard 35 mm et une griffe porte-accessoires sur le capot permet le montage de viseurs pour les autres focales ou de viseurs sportif pour le cadrage sous l'eau. Les deux attaches de la drisse en Nylon remplaçant la sangle de transport servent de leviers pour extraire le couvercle. L'ouverture n'est possible que sans objectif monté sur l'appareil.

### Modes opératoire: armement, déclenchement et rembobinage du film
La caractéristique la plus inhabituelle est le levier combiné d'armement et de déclenchement de l'obturateur. Il pivote de 65 degrés vers l'avant et est actionné par l'index. En le tirant une fois, l'obturateur est armé et le film avance d'une image. Une deuxième traction déclenche la prise de vue. Un petit levier à bascule sert de verrouillage du déclencheur. Il se désengage en le faisant glisser vers la gauche. À la base de l'appareil se trouve un connecteur spécial de synchronisation du flash magnésique à ampoule protégé par un bouchon en aluminium muni d'un joint torique ainsi qu'un compteur de vue à remise à zéro automatique, visible derrière une fenêtre en verre. Il n'y a pas de filetage pour un pied. Un petit bouton de rembobinage en haut à gauche se tire pour en faciliter l'accès et pour embrayer le mécanisme de transport du film. Sur les premiers appareils, il n'y avait aucun mécanisme à actionner avant de rembobiner. Plus tard, il faudra sélectionner le R sur la molette de vitesse d'obturation.
À l'intérieur, la cassette de film s'engage dans la fourchette de rembobinage en haut et elle est maintenue en place par une bague de retenue articulée en bas. Le chemin du film passe sous le presse-film noir fixe puis vers la bobine réceptrice fendue de grand diamètre. La bobine tourne toujours de la même valeur angulaire pour faire avancer le film sans entraînement par pignon. Un espacement acceptable des images est obtenu grâce au grand diamètre de la bobine réceptrice qui réduit l'effet de l'augmentation du diamètre de la bobine à mesure de l'enroulement du film.

### Objectifs optiques
Les objectifs d'origine sont répertoriés ci-dessous :
- SOM Berthiot  28 mm / f 1:3,3 ;
- SOM Berthiot 35 mm / f 1:3,5 ;
- Angénieux 45 mm / f 1:2,8  ;
- Tous les objectifs Nikonos UW-Nikkor ultérieurs sont compatibles.

L'objectif standard BERTHIOT SOM 35 mm / f 1:3,5  peut s'utiliser indifféremment sous l'eau et au-dessus grâce à la protection en verre plat en avant de l'objectif. Il n'y a pas de filetage porte-filtre à l'avant. Les deux gros boutons en aluminium de chaque côté de l'objectif correspondent aux commandes d'ouverture et de mise au point. La monture d'objectif spéciale Calypso est de type baïonnette avec un joint torique. L'action à ressort du joint torique verrouille l'objectif en place par deux broches s'engageant dans des fentes correspondantes dans la périphérie de la monture d'objectif. La libération de l'objectif est réalisée par un quart de tour dans n'importe quel sens et une traction vers l'extérieur.
SOM est l'acronyme de Société d'Optique et de Mécanique de Haute Précision, qui fabriquait des objectifs sous la marque SOM-Berthiot pour les appareils photo et les caméras de cinéma.

### Obturateur
L'obturateur plan focal à rideaux métalliques à déplacement vertical du Calypso original propose des vitesses de 1/30 à 1/1000 seconde et pause B (modèle 1), puis un an plus tard, cela passe à 1/15 à 1/500 seconde (modèle 2). L'appareil photo a été annoncé initialement et peut-être vendu sous le nom de Calypso Phot. Pour atteindre un marché plus large, la conception a été vendue à Nikon au Japon, et en 1963 vendu sous le nom de Nikonos, qui sera celui de la ligne d'appareils photo sous-marine de Nikon pendant presque 40 ans, jusqu'à la sortie du reflex 35 mm Nikonos RS en 1992,.

### Flash
Un connecteur étanche fermé par un bouchon étanche placé sous le boitier permet de connecter un flash magnésique externe à ampoule.